# レオニード・スルツキー
レオニード・ヴィクトロヴィチ・スルツキー（ロシア語: Леонид Викторович Слуцкий、1971年5月4日 - ）は、ロシアの元サッカー選手、サッカー指導者。現役時代のポジションはGK。メディアによってはレオニド・スルツキの表記もみられる。ロシアのモウリーニョとも呼ばれる。現在は中国サッカー・スーパーリーグ・上海申花足球倶楽部の監督を務めている。

## 来歴
選手時代
6歳の時に父親を亡くし、母親の生活を助けるためプロサッカー選手の道へ進む。19歳の時に友人のネコを助けた際に木から落下し左膝を粉砕骨折。この怪我によって選手生活を終えた。
指導者へ
現役引退後は指導者になることを目指し、ボルゴグラード国立体育大学に入学。さらに同大学院に進み首席で修了する。
2004年よりFCモスクワのリザーブチームを指導し、翌2005年にトップチームの監督に就任。2007年にはクラブ史上最高の4位に導いた。2008年から翌年まではクリリヤ・ソヴェトフ・サマーラを指揮した。
CSKAモスクワ
2009年10月26日、シーズン途中にファンデ・ラモスの後任としてCSKAモスクワの監督に就任。周囲の期待以上の手腕を発揮してチームを建てなおすと、リーグ戦を5位で終えUEFAヨーロッパリーグ出場権を獲得。チャンピオンズリーグ（CL）でも準々決勝まで勝ち進み、ロシアリーグ所属チーム史上初のベスト8進出。しかし、ジョゼ・モウリーニョ率いるインテルの前に敗退した。
2010-11シーズンはリーグ戦を2位で終えCLの出場権を確保。ELのグループリーグは6試合で勝ち点16、得点18、失点3、得失点差＋15という圧倒的な強さで突破。ギリシャのPAOKテッサロニキを倒してベスト16に駒を進めたが、その年のヨーロッパリーグ王者になるFCポルトの前にホーム・アンド・アウェー合計1-3で敗れた。ロシア・カップでは前年の二冠王者ゼニト・サンクトペテルブルク、同じモスクワを本拠地とするスパルタク・モスクワを破って決勝進出。2011年5月22日に行われた決勝戦ではアラニア・ウラジカフカスを2-1で破り、監督として初のタイトルを獲得した。
就任3年目の2011-12シーズンはイゴール・アキンフェエフ、本田圭佑、トマーシュ・ネツィド、マルク・ゴンサレスら主力の負傷離脱に苦しむ。リーグ戦はゼニト、スパルタク・モスクワに次ぐ3位。CLは最下位で迎えたグループステージ最終節のインテルナツィオナーレ・ミラノ戦では1-2で勝利を収め、逆転で2季ぶりとなる決勝トーナメント進出を果たしたが、モウリーニョ監督のレアル・マドリーに敗れベスト16に終わった。シーズン終了後には辞表を提出したが、会長の慰留を受け続投が決まった。
12/13シーズンはエースであったドゥンビアの怪我による長期離脱があったが本田やムサ、新戦力のエルムの活躍によりリーグ優勝、ロシアカップ優勝、ロシアスーパーカップ優勝の三冠を飾った。

### フィテッセ
フリーだった本田を獲得したが、まもなく5連敗の責任を取る形で辞任した。

ロシア代表
2015年8月、ファビオ・カペッロの後任としてCSKAモスクワ監督と兼任でロシア代表監督に就任した。監督就任後、ロシアはUEFA EURO 2016予選・グループGで4連勝を飾り、2位で本大会出場権を獲得した。

## 監督成績
2019年12月19日現在
| クラブ               | 就任           | 退任           | 記録 | 記録 | 記録 | 記録 | 記録 | 記録 | 記録 | 記録   |
| クラブ               | 就任           | 退任           | 試   | 勝   | 分   | 敗   | 得   | 失   | 差   | 勝率   |
| -------------------- | -------------- | -------------- | ---- | ---- | ---- | ---- | ---- | ---- | ---- | ------ |
| モスクワ             | 2005年7月14日  | 2007年11月11日 | 89   | 39   | 26   | 24   | 120  | 102  | +18  | 043.82 |
| クリリヤ・ソヴェトフ | 2008年1月1日   | 2009年10月26日 | 59   | 22   | 19   | 18   | 77   | 61   | +16  | 037.29 |
| CSKAモスクワ         | 2009年10月26日 | 2016年12月7日  | 287  | 160  | 57   | 70   | 474  | 284  | +190 | 055.75 |
| ロシア代表           | 2015年8月7日   | 2016年6月20日  | 13   | 6    | 2    | 5    | 23   | 17   | +6   | 046.15 |
| ハル・シティ         | 2017年6月9日   | 2017年12月3日  | 21   | 4    | 7    | 10   | 34   | 39   | −5   | 019.05 |
| フィテッセ           | 2018年3月12日  | 2019年11月29日 | 62   | 27   | 15   | 20   | 114  | 90   | +24  | 043.55 |
| ルビン・カザン       | 2019年12月19日 |                | 0    | 0    | 0    | 0    | 0    | 0    | +0   | —      |
| 合計                 | 合計           | 合計           | 531  | 258  | 126  | 147  | 842  | 593  | +249 | 048.59 |

## タイトル

### 指導者
PFC CSKAモスクワ
- ロシア・プレミアリーグ 2012-13, 2013-14
- ロシア・カップ 2010-11, 2012-13
- ロシア・スーパーカップ 2013